# Frank Zappa for President
Frank Zappa for President è un compilation di Frank Zappa, pubblicata il 15 Luglio 2016.

## Tracce
Testi e musiche di Frank Zappa.
1. Overture to "Uncle Sam" – 15:16
2. Brown Shoes Don't Make It (Remix) – 7:27
3. Amnerika (Vocal Version) – 3:10
4. If I Was President – 3:43
5. When The Lie's So Big – 3:38
6. Medieval Ensemble – 6:31
7. America The Beautiful – 3:27